# Sanções contra o Haiti
As sanções contra o Haiti foram sanções econômicas e internacionais implementadas em particular pelas Nações Unidas após um golpe militar contra Jean-Bertrand Aristide em 1991. Essas sanções terminam em 1994, após uma curta interrupção em 1993.

## História
Em 8 de outubro de 1991, a Organização dos Estados Americanos (OEA), seguida pela Comunidade Europeia, colocou em prática um embargo para sancionar o golpe de Estado de Raoul Cédras contra o presidente recém-eleito Jean-Bertrand Aristide.
Em 3 de junho de 1993, o Conselho de Segurança das Nações Unidas, pela Resolução 841, estabeleceu um embargo aos produtos petrolíferos, bem como um embargo de armas contra o Haiti.
Em julho de 1993, Raoul Cédras e Jean-Bertrand Aristide assinaram um acordo; em reação, em agosto, o Conselho de Segurança, pela Resolução 861, anula suas sanções. Mas o acordo foi revogado logo depois, com a reversão do regime militar. Depois desse episódio, em outubro, o Conselho de Segurança, por meio da Resolução 875, restabelece o embargo aos produtos petrolíferos e aos armamentos.
Em 7 de maio de 1994, o Conselho de Segurança das Nações Unidas votou por um embargo quase total que entraria em vigor em 21 de maio, como resultado da ausência de progressos na situação política haitiana. Este embargo exclui alimentos, gasolina e produtos médicos. Essas sanções também incluem a proibição de viagens para personalidades do regime militar e a proibição de voos de aviões militares do Haiti.
Em setembro de 1994, o embargo foi suspenso pelo Conselho de Segurança, em seguida, essa suspensão seria definitivamente decretada em outubro de 1994.

## Impactos
Essas sanções e, em particular, os vários embargos são fortemente contestados por causa de seu impacto sanitário e humanitário à população civil haitiana. Em novembro de 1993, um estudo da Harvard nomeado Sanctions in Haiti: Crisis in Humanitarian Action abordou um aumento acentuado na mortalidade infantil em cerca de 33%, com mais de 100.000 casos adicionais de desnutrição. O estudo afirma que, embora o embargo não abranja legalmente produtos alimentícios e médicos, na prática esses produtos estavam sujeitos ao embargo. Além disso, a distribuição humanitária foi posta em dificuldade devido à escassez de materiais para garantir o transporte de alimentos, em particular.